# Магальяйнш, Алтину Пинту де
Алтину Пинту де Магальяйнш (порт. Altino Pinto de Magalhães; 8 мая 1922, Рибалонга, Castanheiro do Norte e Ribalonga — 24 января 2019, Оэйраш) — португальский государственный и политический деятель. Занимал должность заместителя министра обороны Португалии, а также являлся президентом региональной хунты Азорских островов. Имел звание генерала в португальских вооружённых сила. Поддержал Революцию гвоздик 25 апреля 1974 года.

## Карьера
Обучался в Военной академии, также прошёл дополнительные курсы по подготовке офицеров и курс авиации для предоставления туристических услуг.
В марте 1943 года, находясь в Ламегу, получил звание прапорщика, затем служил в 9-м пехотном полку в Сан-Мигеле и Терсейре. Служил в португальской Анголе с 1946 по 1948 год, где был повышен до лейтенанта, а затем отправился служить в Брагу. Перед возвращением в Анголу, где служил с 1949 по 1953 год, в декабре 1948 года был повышен до капитана. Служил в Министерстве обороны с 1953 по 1961 год, став майором к декабрю 1957 года, а затем подполковником к маю 1961 года, прежде чем был переведен на Мадейру (Фуншал). Служил в Министерстве обороны с 1963 по 1969 год, получив звание полковника в 1968 году. С 1969 по 1971 год служил в военном региональном генеральном гарнизоне в Анголе, служил в армейском штабе и региональном командовании, продвинувшись до звания бригадного генерала к августу 1973 года.

### Лидер Азорских островов
Был назначен на должность военного губернатора и главнокомандующего вооружёнными силами на Азорских островах 6 января 1975 года и занимал эту должность до 29 августа 1976 года.
Прибыл в Понта-Делгада в период обострения напряженности после Революции гвоздик, во время политического кризиса и идеологического конфликта между антикоммунистами и сепаратистами. 6 июня 1975 года в Понта-Делгада прошла акция протеста, которая была прямым и сознательным нарушением закона, запрещающего подобные политические собрания. Протест быстро перерос в сепаратистскую манифестацию. Военные попытались помешать протестующим спуститься к дворцу Консейсау, который в то время был резиденцией гражданского губернатора Антониу Коутиньу. Он встретился с Антониу Коутиньо, но в разгар беспорядков губернатор внезапно подал в отставку. Новость об этом событии вызвала волну ликования протестующих и требования полной независимости Азорских островов от Португалии. За этим последовали переговоры между Алтину Магальяйншем и группой протестующих. После того, как протестующие успокоились, были направлены приказы арестовать некоторых лиц, считавшихся ответственными за подрывные действия и агитацию, и они были депортированы в Терсейру.
В результате этих событий декретом-законом 458/B/75 от 22 августа 1975 года была создана Правительственная региональная хунта. Хунта возглавлялась военным комендантом, связанным с гражданским советом, в который вошли представители ведущих некоммунистических политических партий (социал-демократы, социалисты и демократические центристы). Хунта действовала как временное правительство, пока новая португальская конституция не установила региональное правительство Азорских островов.
С 26 августа 1975 года по 29 августа 1976 года был президентом Региональной хунты Азорских островов. В феврале 1976 года был повышен до генерала.

## Дальнейшая жизнь
Во время своей карьеры занимал самые высокие должности, достигнув многих высот в военной иерархии. Кроме того, был на государственных должностях: губернатор округа Уиже (1972—1974); представитель правящей хунты в Анголе (1974) и президент региональной хунты Азорских островов (1975-1976). С 1976 по 1979 год служил в Управлении планирования армии, а затем в Управлении планирования вооружённых сил (1979—1984), достигнув звания четырёхзвездного генерала в июле 1979 года.
Являлся президентом Центрального комитета Лиги борцов с 1986 по 1996 год. Занимал пятнадцать должностей на командном уровне, а также был на правительственных и министерских должностях. Кроме того, награжден восемью национальными медалями, в дополнение к благодарностям и почестям от Бразилии (шесть), Франции (одна) и Югославии (одна). Имел национальные награды: три (серебряные и золотые) служебных отличия с пальмовой ветвью и Большой крест Военного ордена.
Стал президентом Исполнительной комиссии, созданной Национальной ассоциацией иностранных комбатантов, руководил строительством памятника вооружённых сил в 1986 году. Он занимал эту должность примерно до 1996 года.
В 1985 году был кандидатом на должность президента Португалии.
Скончался 24 января 2019 года от естественных причин. Его тело лежало в церкви Сан-Жуан-де-Деуш в Лиссабоне до похорон 26 января 2019 года.